# 뚱녀 도사와 홍길동 7
"뚱녀 도사와 홍길동 7"은 대한민국의 비유엠 영화 제작소에서 제작된 판타지 액션영화이자 5편(부채도사와 홍길동), 6편(부채도사와 홍길동)에 이어 비디오용으로 출시된 동시에 상.하로 나뉘었으며 3편(슈퍼 홍길동 3) 이후 떠나있었던 김정식의 슈퍼 홍길동 시리즈 컴백작이었고 덜렁이 역은 마지막 극장용인 4편(짬뽕 홍길동)부터 출연한 최영준 대신 최순석으로 바뀌었으며 대부분의 어린이영화들이 그랬던 것처럼 허무맹랑한 내용과 짜임새없는 스토리，저급한 묘사 등으로 일관했던 데다 등장인물의 분장이나 극적효과를 높이기 위해 시도한 특수효과 등이 거의 "학예회" 수준이란 혹평을 들어야 했고 최종 8편(홍길동 도사학교)이 비디오용이자 상.하로 나뉜 5~7편 장면 편집하여 성우 목소리 첨가한 탓인지 해당 시리즈가 실질적인 완결편이 됐으며 뒷날 극장용인 1~4편과 비디오용이자 상.하로 나뉜 5~7편을 묶어 10편짜리 비디오로 재출시됐다.
한편, 하편의 배경음악은 음악감독으로 참여한 이철혁 전 영화음악작곡가협회장이 음악감독을 맡았던 "항구에 나타난 검객 산지니"(검객 산지니 2편)에 등장한 음악들이기도 했다.

## 등장인물

### 주인공
- 김정식 - 홍길동
- 최순석 - 덜렁이
- 임미애 - 지숙
- 옥경자 - 뚱녀 도사

### 주변 인물
- 김기주 - 교주
- 양민주 - 백운 도사
- 박지수 - 여무사
- 이재영 - 사사끼
- 곽성호 - 이티

### 그 외 인물
- 김수경 - 생원
- 김선경 - 생원 처
- 김윤길 - 요괴
- 안종환 - 내시
- 노시찰 - 내시
- 김진, 최종환, 김동규, 김동수 - 백두
- 이순영, 장윤정, 장연순, 임순녀 - 백의 여인

## 제작진
- 감독, 각본, 제작 : 김춘범
- 조감독 : 김기흥, 김경필, 우희경
- 촬영 : 신명의
- 조명 : 김석진
- 기획 : 김성환
- 제작실장 : 정태웅
- 녹음 : 돌코녹음실
- 음악 : 이철혁
- 특수효과 : 정도안
- 분장 : 윤성아
- 의상 : 영화의상실
- 편집 : 이도원
- 녹화 : 김민권, 최진욱
- 텔레시네 : 한국미디어
- 현상 : 세방현상소

## 같이 보기
- 슈퍼 홍길동 시리즈